# Conti e duchi d'Angoulême
Questo è un elenco dei feudatari di Angoulême, prima conti e poi duchi; la regione del feudo corrispondeva all'incirca all'Angoumois, nella Francia centro-occidentale.

## Conti merovingi e carolingi
- 561-569: Marachaire, in seguito vescovo della città fino al 576;
- 569-580: ?;
- 580: Nanthin, nipote di Marachaire;

...
- 839-863 - Turpion, morto contro i Normanni;
- 863-866: Emenone di Poitiers, fratello di Turpion, anche Conte di Poitiers.

## Casato Tagliaferro
- 866-886: Vulgrino I, anche conte di Périgord ed Agen;
- 886-916: Audoino I, figlio di Vulgrino;
- 916-926: Ademaro, prima conte di Poitiers, figlio di Emenone di Poitiers;

sposo di Sancia, figlia di Vulgrino I e sorella di Guglielmo I, figlio di Vulgrin I, conte di Périgord e Agen;

Blasone dei conti Tagliaferro.

- 926- verso il 945: Guglielmo II Tagliaferro, figlio di Audoin I;[1]
- dopo il 945: Bernardo di Périgord, conte di Périgord e Agen;
- (?) dopo il 945-950: Adémaro II, figlio di Guglielmo II Tagliaferro (non è certo che sia stato conte);
- 950-prima del 962: Arnaldo Barnaba, conte di Périgord, figlio di Bernardo di Périgord;
- prima del 962-962: Guglielmo III, fratello di Arnoldo-Barnaba;
- 962-975: Ranulfo o Ranolfo (morto nel 975), fratellastro di Guglielmo III;
- 975-975: Riccardo Insipiens, fratello di Ranulfo o Ranolfo, per un breve periodo
- 975-988: Arnoldo Manzer, figlio illegittimo di Guglielmo II; sposò Raingarda, poi Aldearda d'Aunay;
- 988-1028: Guglielmo IV, figlio di Arnoldo e Raingarda; sposò Gerbege, figlia di Goffredo I d'Angiò;
- 1028-1031: Audouino II, figlio di Guglielmo IV; sposò Adélaïde de Fronsac;
- 1031-1048: Goffredo, fratello di Audouino II; sposò Petronilla d'Archiac;
- 1048-1087: Folco, figlio di Goffredo; sposò Condoha o Condor, figlia del conte d'Eu;
- 1087-1120: Guglielmo V, figlio di Folco; sposò Vitapoi di Bénauges;
- 1120-1140: Vulgrino II, figlio di Guglielmo V, sposò Ponzia de La Marche e Amable di Châtellerault;
- 1140-1179: Guglielmo VI, figlio di Vulgrin II; sposò Emma di Limoges e Margherita di Turenna;
- 1179-1181: Vulgrino III, figlio di Guglielmo VI, sposò Elisabetta d'Amboise;
- 1181-1194: Guglielmo VII, fratello di Vulgrino III;
- 1194-1202: Ademaro III, fratello di Guglielmo VII; sposò Alice di Couternay.
- 1202-1216: Isabella, figlia di Ademaro III; sposò il re d'Inghilterra, Giovanni Senza Terra.

## Casato di Lusignano (anche signori di Lusignano e conti di La Marche)

Blasone dei Lusignano

- 1216-1219: Ugo IX di Lusignano, marito di Mathilde d'Angoulême, figlia di Vulgrin III d'Angoulême;
- 1219-1249: Ugo X di Lusignano, figlio di Ugo IX, che, nel 1220, per comporre la disputa, aveva sposato la precedente contessa Isabella d'Angoulême, vedova di Giovanni Senza Terra;
- 1249-1250: Ugo XI di Lusignano, figlio di Ugo X; sposò Iolanda di Bretagna;
- 1250-1270: Ugo XII di Lusignano, figlio di Ugo XI; sposò Jeanne de Fougères;
- 1270-1303: Ugo XIII di Lusignano, figlio di Ugo XII; sposò Beatrice, figlia di Ugo IV di Borgogna;
- 1303-1309: Guido I di Lusignano, fratello di Ugo XIII.

Nel 1309 la contea d'Angoulême, assieme alla signoria di Lusignano e le contea di La Marche tornarono alla Corona di Francia, al re Filippo IV il Bello.
- 1350-1354: Carlo de La Cerda († 1354), connestabile di Francia. Alla sua morte, la contea tornerà al re.

## Conti appannagisti

Blasone di Giovanni di Valois-Orléans

Blasone di Carlo I d'Angoulême (1459-1496)

La contea di Angoulême fu riunita al regno di Francia e donata a Filippo III di Navarra nel 1328, confiscata a suo figlio Carlo II il Malvagio e ceduta agli inglesi nel 1360. Andò poi alla Francia. Re Carlo VI di Francia lo donò al fratello Luigi.
- 1394-1407: Luigi (1372 † 1407), duca d'Orléans, figlio di Carlo V di Francia; sposò Valentina Visconti;
- 1407-1467: Giovanni di Valois-Angoulême (1400-1467), anche conte di Périgord, figlio minore di Luigi; sposò Marguerite de Rohan († 1497)
- 1467-1496: Carlo di Valois-Angoulême (1459-1496), anche conte di Périgord, figlio di Giovanni; sposò Luisa di Savoia (1476-1531)
- 1496-1515: Francesco (1494-1547), dal 1515 re di Francia come Francesco I.

Francesco I tramutò la contea in ducato e la donò alla madre, alla morte della quale tornerà alla corona.
- 1515-1531: Luisa di Savoia, regina madre di Francia.

## Duchi della dinastia Valois

Blasone di Carlo II d’Orléans

- 1531-1545: Carlo II d'Orléans (1522-1545), figlio di Francesco I;
- 1551-1574: Enrico di Francia, nipote (figlio del fratello) di Carlo, figlio di Enrico II di Francia; divenne re come Enrico III nel 1574;
- 1574-1582: Enrico d'Angoulême, figlio illegittimo di Enrico II di Francia e Jeanne Stuart, fratellastro di Enrico III;
- 1582-1619: Diana (1538-1619), figlia illegittima di Enrico II e Filippa Duci;

Nel 1619, il ducato d'Angoulême fu dato al figlio illegittimo di Carlo IX di Francia; poiché era un figlio illegittimo, la concessione non è da considerarsi un appannaggio.
- 1619-1650: Carlo (1573 † 1650), duca d'Angoulême, figlio illegittimo di Carlo IX e Marie Touchet; sposò Carlotta di Montmorency;
- 1650-1683: Luigi Emmanuele, figlio di Carlo; sposò Henriette de La Guiche;
- 1683-1696: Maria Francesca (1632-1696), figlia di Luigi Emmanuele; sposò nel 1649 à Luigi di Guisa (1622-1654) (†1654).

1696: il ducato torna alla corona.

## Titoli Borbonici
- 1775-1824: Luigi (1775-1844), figlio di Carlo X di Francia; anche Delfino di Francia.

## Titoli di cortesia
Eudes d'Orléans (1968-), terzo figlio di Enrico d'Orléans (1933-), « duca di Francia » e « conte di Parigi ».